# Tessaglia (periferia)
La Tessaglia (in greco Θεσσαλία?, Thessalía) è una delle tredici periferie (in greco περιφέρειες?, perifereies - regione amministrativa) della Grecia, il suo capoluogo è Larissa.
La regione è delimitata ad ovest dalla catena montuosa del Pindo, a nord dal massiccio dell'Olimpo, e ad est dal Mare Egeo ove si prolunga nella penisola del Pelio (14037 km², 687527 ab.). Vi scorre il fiume Peneo con numerosi affluenti.
L'economia si basa sull'agricoltura (cotone, tabacco, agrumi, olive) e sull'estrazione di minerali (giacimenti di cromite).

## Storia
La Tessaglia, con una storia di oltre tre secoli, fu governata dai seguenti Re (Tagi):
- Euriloco di Larissa (590 a.C. - 560 a.C.)
- Scopa di Crannone (560 a.C. - 540 a.C.)
- Lattamia (540 a.C. - 530 a.C.)
- Echecratida di Farsàlo  (530 a.C. - 515 a.C.)
- Antioco di Farsàlo (515 a.C. - 511 a.C.)
- Cinea Conieo (511 a.C. - 500 a.C.)
- Thorax di Larissa (500 a.C. - 476 a.C.)
- Echecratida di Farsàlo (476 a.C. - 460 a.C.)
- Daoco di Farsàlo (432 a.C. - 405 a.C.)
- assenza di Tagi (atagia) (405 a.C. - 371 a.C.)
- Giasone di Fere (371 a.C. - 370 a.C.)
- Polidoro di Fere (370 a.C.)
- Polifrone di Fere (370 a.C. - 369 a.C.)
- Alessandro di Fere (369 a.C. - 358 a.C.)
- Agelao di Farsàlo, arconte (361 a.C. circa)
- Eudico di Larissa, arconte (352 a.C. - 344 a.C.)
- Filippo II di Macedonia (344 a.C. - 336 a.C.)
- Alessandro di Macedonia (Magno) (336 a.C. - 323 a.C.)

Facente parte dell'anfizionia di Delfi, intervenne nel 582 a.C. per riportare sotto il proprio controllo il santuario, nella prima guerra sacra contro la Focide e Cirra, accusate di sacrilegio nei confronti di Apollo. Il tago Euriloco a capo dei 4 tetrarchi responsabili delle unità cantonali della federazione tessale: Tessaliotide, Ftiotide, Pelasgiotide ed Estaiotide riuscì nell'impresa, grazie anche alla nuova organizzazione statale della regione. In questo modo permise ad Atene, la città più potente della lega sacra, di avere il controllo del santuario e di una città strategica quale Cirra, affacciata sul mare, ma anche di impossessarsi del tesoro della regione.
Infatti, ogni distretto, era diviso in 150 Kleroi (lotti), tenuti a fornire un polemarco, 40 cavalieri e 80 opliti per un totale di 6 000 uomini a cavallo e 12 000 appiedati.
Vinti i focesi e la pólis di Cirra, i tessali cercarono di espandere la propria zona di influenza a sud, intervenendo nella infinita guerra in Eubea, tra Eretria e Calcide; fatto che indispettì la nascente lega beotica, la quale nel 540 a.C., con la vittoria di Tempe arrestò l'espansione tessale.
La Tessaglia fu in seguito sotto l'egemonia macedone, infatti sia Filippo II che suo figlio Alessandro ebbero il titolo di Tago. Successivamente la regione fu conquistata dai Romani e annessa alla Provincia di Macedonia.
Quando Roma cadde la Tessaglia rimase sotto l'Impero Romano d'Oriente. Come molte delle regioni vicine fu attaccata da tribù slave. Nel XIII secolo fu conquistata dai crociati, che istituirono il Ducato di Neopatria, controllato dai catalani. Nel 1348 la Tessaglia fu invasa dai Serbi. La regione tornò poi in mano greco-bizantina fino alla conquista ottomana.
Intorno al 1420 il condottiero turco Turakhan Bey consolidò la regione fondando la città di Tyrnavos. Gli ottomani controllarono la Tessaglia fino al 1881, anno in cui fu unificata al neonato Regno di Grecia.

## Amministrazione
A seguito della riforma in vigore dal 1º gennaio 2011 la Tessaglia è divisa in cinque unità periferiche che comprendono i comuni sottelencati:
| Unità periferica | Abitanti | Seggi | Comuni                                                        |
| ---------------- | -------- | ----- | ------------------------------------------------------------- |
| Karditsa         | 129 541  | 9     | Argithea, Karditsa, Limni Plastira, Mouzaki, Palamas, Sofades |
| Larissa          | 279 305  | 19    | Agia, Elassona, Farsala, Kileler, Larissa, Tempes, Tyrnavos   |
| Magnesia         | 193 439  | 13    | Almyros, Notio Pilio, Rigas Feraios, Volo, Zagora-Mouressio   |
| Sporadi          | 13 556   | 1     | Alonneso, Sciato, Scopelo                                     |
| Trikala          | 138 047  | 9     | Farkadona, Kalambaka, Pyli, Trikala                           |

## Prefetture
Nel vecchio sistema di suddivisioni amministrative, la periferia era divisa in 4 prefetture:
- Karditsa
- Larissa
- Magnesia
- Trikala